# Сизево (Завьяловский район)
Сизево (удм. Сизьгурт) — деревня в Завьяловском районе Удмуртии, входит в Каменское сельское поселение. Находится в 17 км к юго-востоку от центра Ижевска и в 7 км к югу от Завьялово.
1. ↑  Каталог населённых пунктов Удмуртской Республики. Численность постоянного населения на 1 января 2012 года